# Masafumi Ōura
Masafumi Ōura (大浦正文 Ōura Masafumi?, 20 de septiembre de 1969 - 20 de diciembre de 2013) fue un jugador y entrenador de voleibol japonés.

## Vida
Nacido en Kamiagatagun (Tsushima de hoy en día), Prefectura de Nagasaki, se graduó de la Escuela Secundaria Comercial Shimabara en Prefectura de Nagasaki, donde se convirtió en un entrenador después de su retiro del juego activo.
Murió el 20 de diciembre de 2013, de Tokio, del cáncer de estómago.

## Jugador
- Suntory Sunbirds（1988-?）
- Juegos Olímpicos - 1992
- Copa del Mundo - 1989, 1991, 1995
- Campeonato del Mundo - 1990, 1994

## Premios
- 1989　Mejor Bateador
- 1990　Mejor 6
- 1991　Mejor 6
- 1992　Mejor 6
- 1993　Mejor Bateador y Mejor 6